# 青い影
「青い影」（あおいかげ、原題：A Whiter Shade of Pale）は、イングランドのロック・バンド、プロコル・ハルムが1967年に発表したデビュー曲。全英シングルチャートで6週連続で1位を記録した。
ローリング・ストーンの選ぶオールタイム・グレイテスト・ソング500（2010年版）では57位にランクされた。イギリスのBBCラジオ2が2009年に発表した「過去75年UKで最もプレイされた曲トップ10」では第1位に選ばれている。
邦題は「青い影」だが、「shade」は「影」ではなく「色合い、色調」という意味であり、原題は「蒼白な」「白に近い色調」といった意味になる。

## 概要
メンバーのキース・リードが作詞し、ゲイリー・ブルッカーが作曲した。しかし後述のとおり2005年から著作権を巡って法廷闘争が繰り広げられた結果、現在は当時のメンバーのマシュー・フィッシャーも作曲者としてクレジットされている。
フィッシャーのオルガンによるイントロダクションと、バッハの『管弦楽組曲第3番「G線上のアリア」』との近似性はこれまでにたびたび指摘されている。パーシー・スレッジの「男が女を愛する時」（1966年）の影響を受けているとも言われている。
レコーディングは1967年4月、ロンドンのオリンピック・スタジオで行われた。当時、プロコル・ハルムにはドラム担当の正式メンバーが未だいなかったため、ジャズ・ドラマーのビル・エイデンがセッションに参加した。レコーディングは2テイクで終了し、オーバーダビングは一切されなかった。ハ長調の楽曲である。数日後、彼等はボビー・ハリソンを新しくドラマーとして迎え入れ、アドヴィジョン・スタジオで再びレコーディングに取り組むが、このときのテイクは結局採用されなかった。「青い影」のほかに「ライム・ストリート・ブルース」が録音された。
プロデューサーのデニー・コーデルは、際立って聞こえるシンバルの音がラジオでかけられたときに問題になるかもしれないと考えた。そのためアセテート盤を密かに海賊放送のラジオ・ロンドンに送った。ディスクジョッキーは曲をかけながら「これはとてつもないヒットになるだろう」と言い、コーデルを安心させた。リスナーは熱狂し、ラジオ・ロンドンはデラム・レコードに早くシングルを出すよう働きかけた。
1967年5月12日、シングルA面として発売。B面は「ライム・ストリート・ブルース」。2週間で40万枚近くを売り上げた。全英シングルチャートで6週連続1位を記録。同年7月29日から8月5日にかけてビルボード・Hot 100で2週連続5位を記録した。そのほか、西ドイツ、フランス、イタリア、オランダ、アイルランド、オーストラリア、ニュージーランド、カナダ、南アフリカにおいて1位を記録した。
ジョン・レノンは「今の音楽業界で、この曲以外は聴く価値がない」と発言し、後年にも「人生でベスト3に入る曲」と語っていた。
同年9月に発表されたファースト・アルバム『Procol Harum』のアメリカ盤に収録されたが、3か月後の12月に発売されたイギリス盤には収録されなかった。B面の「ライム・ストリート・ブルース」は、どのオリジナル・アルバムにも収録されなかった。
2015年6月、ファースト・アルバムの2枚組のデラックス・エディションが発売。「青い影」はオリジナル・バージョンのほか、「Extended early version - March 1967」と、「BBC "Easybeat" session - June 14, 1967」という2つの別バージョンが収録された。さらに「ライム・ストリート・ブルース」がようやくアルバムに収録された。

## 演奏者
- ゲイリー・ブルッカー - ボーカル、ピアノ
- マシュー・フィッシャー - ハモンドオルガン M-102[20]
- レイ・ロイヤー - ギター
- デイヴィッド・ナイツ - ベース
- ビル・エイデン - ドラムズ
- ボビー・ハリソン - ドラムズ（B面「ライム・ストリート・ブルース」）

## プロモーション・フィルム

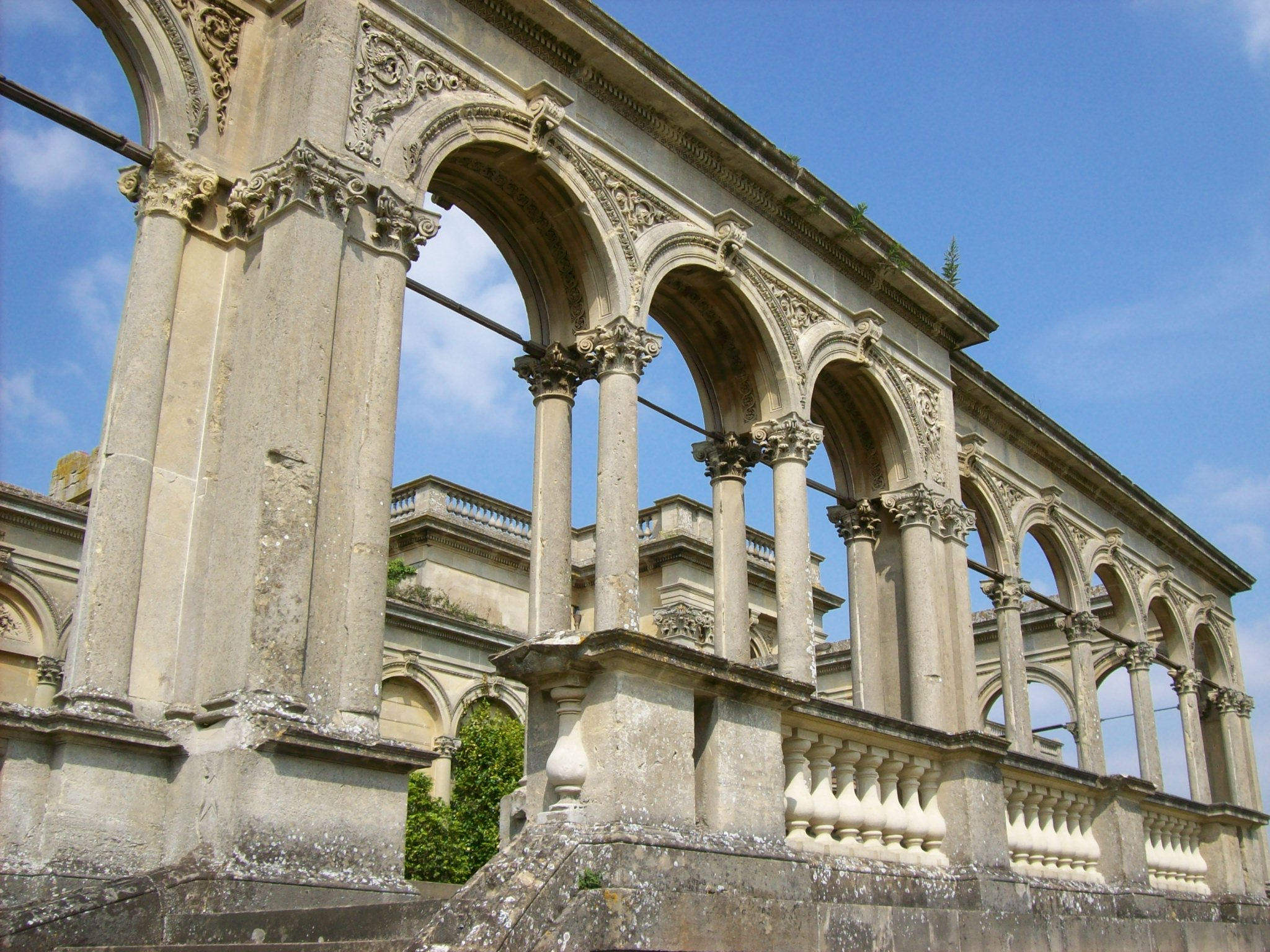
撮影地のウィットリー・コートの遺跡。(1937年に一部が火災で全焼)

「青い影」の最初のプロモーション・クリップは、イングランド・ウスターシャー州ウィットリー・コートの遺跡で撮影された。最初のレコーディングで演奏した5人のミュージシャンのうち、メンバーではないエイデン以外のブルッカー、フィッシャー、デイヴィッド・ナイツ、レイ・ロイヤーが出演し、演奏と遺跡を歩いて回っている。レコーディングの後で加入したハリソンはエイデンのドラムを彷彿させる。このフィルムは、ベトナム戦争ニュース映画の映像を挿入したピーター・クリフトン監督が指揮し、BBCのテレビ番組「トップ・オブ・ザ・ポップス」で放送禁止となった。
彼等はその後、「Scopitone」技術を使用して、もう一つのプロモーション・クリップを制作した。このフィルムには野外でのシーンのみで演奏シーンはない。この時点で、ロイヤーとハリソンに代わってロビン・トロワーとB．J．ウィルソンが在籍していたので、5人のミュージシャンのうち3人だけが録音に参加している。2004年にリリースされた「トップ・オブ・ザ・ポップス40周年記念1964-2004」のDVDでは、この曲は1967年を代表している。
ジョエル・ガレンのDeja-View・ミュージックビデオシリーズの一部として撮影されたフィルムもある。このフィルムは元々、1985年後半から1986年にかけて様々なネットワーク上で放送されていたものでハリー・ディーン・スタントンとバーニー・トゥパンが出演しているが、バンドのメンバーは出演していない。VH1クラシックで放映され、最近はオンラインで登場している。

## 著作権を巡る裁判
2005年、フィッシャーが「青い影」の著作権を巡って作者のブルッカーとリードを相手に訴訟を起こした。彼は自分が「オルガン・ソロを書いただけでなく、ブルッカーによるオリジナルのコードに重要な改変を加え、2分36秒間に渡り、オルガンで貢献している」と主張し、この曲の作曲者としての印税をメンバーに要求した。一方、ブルッカーは「『青い影』はフィッシャーがプロコル・ハルムに加入する前に作られていて、フィッシャーはアレンジしただけだ」と主張した。
2006年12月20日（現地時間）、高等法院はフィッシャーの主張を原則として認め、40パーセントの著作権を認める判決を言い渡した。ブルッカーは判決を不服として控訴した。
2008年4月3日、控訴院は2006年の判決を一部覆し、フィッシャーの作曲者としてのクレジットを認めつつも、それに伴う印税は彼には一切入らないとした。
2009年7月30日、貴族院は2008年の控訴審の判決を覆し、フィッシャーの主張を認める最終判決を下した。これによって長期間に渡る法廷闘争に終止符が打たれた。

## カバー・バージョン
- エヴァリー・ブラザース - アルバム『The Everly Brothers Sing』（1967年）に収録。
- ザ・ボックス・トップス - アルバム『The Letter/Neon Rainbow』（1967年）に収録。
- トップモスト - 1967年のシングル。フィンランド語詞。タイトルは「Merisairaat kasvot」。
- キング・カーティス - 1968年にシングルA面曲として発表[31]。1971年3月のライヴ録音は、ライヴ・アルバム『ライヴ・アット・フィルモア・ウェスト』（1971年）に収録。
- ザ・ゴールデン・カップス - アルバム『ザ・ゴールデン・カップス・アルバム』（1968年）に収録。
- 眞帆志ぶき - アルバム『リサイタル』（1970年）に収録
- ジョー・コッカー - アルバム『Luxury You Can Afford』（1978年）に収録。
- ヘイガー、ショーン、アーロンソン、シュリーヴ - アルバム『炎の饗宴』（1984年）に収録。
- ドロ - アルバム『FORCE MAJEURE』（1989年）に収録。
- ライオット - アルバム『ナイトブレイカー』（1993年）に収録。
- マーク・ボニーラ- アルバム『American Matador』（1993年）に収録。
- フランク・ギャンバレ - アルバム『パッセージ』（1994年）に日本盤ボーナス・トラックとして収録[32]。
- アニー・レノックス - カヴァー・アルバム『メドゥーサ』（1995年）に収録。アルバムからの2枚目のシングルとしてカットされた。
- マイケル・ボルトン - カヴァー・アルバム『タイムレス・クラシックス(Vol.2)』（1999年）に収録。
- サラ・ブライトマン - アルバム『La Luna』（2000年）に収録。
- 重実徹 - アルバム『Organ J.』（2000年）に収録。
- 内田勘太郎 - アルバム『チャキ・シングス』（2002年）に収録。
- ラナ・レーン - アルバム『ウィンター・セッションズ』（2003年）に収録。
- ブラック・レーベル・ソサイアティ - アルバム『ハングオーヴァー・ミュージックVOL.6』（2004年）に収録。
- アンジェラ・アキ - シングル「Kiss Me Good-Bye」（2006年）のカップリング曲として発表。
- 松任谷由実 - アルバム『日本の恋と、ユーミンと。』（2012年）に収録。演奏にプロコル・ハルムが参加。
- デイヴ・エドモンズ - アルバム『オン・ギター：ラグス＆クラシックス』（2015年）に収録。

## 備考
- 松任谷由実はこの曲をきっかけに音楽を自作するようになった[17]。
- 山下達郎は当時ラジオでこの曲を聴き、すぐにレコードを購入し、その日のうちに100回は聴いた[17]。
- 1988年に日産自動車から発売されたS13型シルビアのCMソングに使用された[33][34]。
- 1997年3月9日深夜にフジテレビが河田町旧社屋からの放送終了後、フィラーとして流した最後の音楽となった。